# Al Dennie
Alfred Stanley „Al“ Dennie (* 27. September 1903 in Wellston, Oklahoma, auch Al Denny; † 22. April 1995 in Tulsa, Oklahoma) war ein US-amerikanischer Jazzsaxophonist, Bandleader und Musikpädagoge.

## Leben und Wirken
Dennie besuchte die Douglass High School und wurde stark durch den Musikunterricht von Zelia Breaux geprägt. Nach seinem Umzug nach Kansas City hatte er Unterricht bei William H. Dawson. Seine Karriere begann er in Bands des Kansas City Jazz, wie den Chauncie Downs und den Rinky Dinks, George Wilkersons Musical Magnets sowie in den Territory Bands von Jesse Stone und Bennie Moten. Gemeinsam mit Moten organisierte er die Jap Allen Band, mit der er durch den mittleren Westen tourte und bei zahlreichen Band Battles in Kansas City mitwirkte. Dennie spielte auch eine wichtige Rolle im Paul Banks Orchestra und gilt als einer der ersten, die das Talent des 17-jährigen Pianisten Jay McShann erkannten; dieser hatte seinen ersten Unterricht in Bigband-Musik bei Dennie in Tulsa. Er verbrachte die meiste Zeit seines Lebens in Kansas City. 1990 wurde er in die Oklahoma Jazz Hall of Fame aufgenommen.